# Tillandsia califani
Tillandsia califani är en gräsväxtart som beskrevs av Werner Rauh. Tillandsia califani ingår i släktet Tillandsia och familjen Bromeliaceae. Inga underarter finns listade i Catalogue of Life.